# New England Sports Network
New England Sports Network nebo zkráceně NESN je regionální kabelová televize obsluhující všech 6 států Nové Anglie kromě Fairfield County ve státě Connecticut a města Southbury, ležícího ve stejném státě, které obsluhují sportovní sítě obsluhující New York City.

## Základní informace
Stanice je dostupná na všech kabelových systémech v Nové Anglii a také v celých Spojených státech na systémech kabelových televizí Dish Network a DirecTV. Baseballový tým Boston Red Sox jsou většinovým vlastníkem (80%) a spoluzakladatelem společně s Boston Bruins, kteří vlastní zbylých 20%. Spoluvlastníkem je prakticky i společnost The New York Times, které patří 16% společnosti New England Sports Ventures, která vlastní tým Red Sox. Hlavním programem jsou tak zápasy Red Sox a Bruins, dále se zde také vysílá nižší baseballová liga, regionální vysokoškolské soutěže, různé venkovní sporty a také sportovní talk-show se sloupkaři novin The Boston Globe. Od doby, kdy Fox Sports Network prodali konkurenta CSN New England, NESN také vysílá basketballové zápasy Boston College. NESN byla ze začátku prémiovým kanálem, nicméně se časem přesunula mezi základní kanály. Tento úspěch byl pak zopakován několika jinými sportovními sítěmi, které vlastní jiné sportovní týmy. V Nové Anglii je NESN lépe hodnocenou stanicí než ESPN a CSN New England dohromady.

## Boston Bruins
Zápasy Bruins zde začínaly už při spuštění stanice v roce 1984. Za mikrofonem tehdy byli Fred Cusick, Dave Shea a Derek Sanderson. Na NESN se obvykle vysílaly domácí zápasy, ty venkovní byly na WSBK-TV.
Počet zápasů a kvalita vzrostly po zisku exkluzivních práv, které před tím sdíleli s WSBK-TV. Nyní zde jsou pořady podobné těm pro Red Sox, pojmenované Bruins Face-Off Live a Bruins Overtime Live. Dále NESN vysílá týdenní magazín, pojmenovaný The Instigators a týdenní sestřihový magazín nazvaný The Buzz. Hostem ve studiu pro zápasy Bruins je Kathryn Tappen, se kterou jsou zde analytici Gord Kluzak, Barry Pederson a Mike Milbury. The Instigators uvádí právě Milbury s komentátory Jackem Edwardsem a Andym Brickleym. The Buzz uvádí Naoko Funayama.
Jack Edwards je hlavním komentátorem a jeho spolukomentátorem je Andy Brickley. Reportérkou je Naoko Funayama. Každý zápas od začátku sezony 2006-07 byl vysílán v HD.

## Vysokoškolský hokej
Hockey East Friday Night je jméno pořadu, který vysílá zápasy univerzitní NCAA. NESN vysílá zápasy všech týmů divize Hockey East, včetně národních šampionů Boston University a Boston College. Dále vysílá turnaj Beanpot, ve kterém se školy každoročně setkávají, play-off divize a také finále NCAA.
Komentátory jsou Tom Caron a bývalý hráč Boston Bruins Craig Janney. Reportérem je Sonny Watrous. Přestávkové programy uvádí Bob Beers a bývalý hráč University of Maine Brendan Walsh.
NESN také vysílá vysokoškolský basketball a vysokoškolský americký fotbal.

## Pořady
- SportsDesk - běží dvakrát denně půl hodiny a přináší divákům reportáže o týmech, na kterých jim záleží. Hlavní vysílací čas je po skončení zápasů Red Sox a Bruins. Hlavními redaktory jsou Jade McCarthy a Cole Wright, o víkendu jejich práci přebírá John Chandler, reportérem je Jayme Parker. Tony Massorotti, Dana Barros, Ted Johnson, Mike Adams a James Murphy přispívají pravidelně svými reportážemi.
- SportsDesk Lights Out - běží každý týden v neděli v 10 hodin večer. Uvádí ho Jade McCarthy, Cole Wright, Kathryn Tappen, John Chandler nebo Jayme Parker, pořad se ohlíží za nejzajímavějšími událostmi týdne.
- The Ultimate Red Sox Show - běží každý týden a rekapituluje ho z pohledu fanoušků Red Sox. Pořad uvádí Heidi Watney.
- The Buzz - rychlá rekapitulace posledního týdnu pro fanoušky Bruins. Uvádí Naoko Funayama.
- The Instigators - týdenní magazín, kde se probírají hokejové události. Uvádí Mike Milbury, Jack Edwards a Andy Brickley.
- Charlie Moore Outdoors - magazín o rybaření a venkovních sportech. Uvádí Charlie Moore.
- The Red Sox Report - uvádí Don Orsillo, reportér je Rob Crawford.
- Sox in 2/Bruins in 2 - dvouhodinový záznam posledního zápasu jednoho z týmů, vysílaný o půlnoci a brzy odpoledne, pokud jeden z týmů nehraje na západním pobřeží.
- Breakfast with the Sox/Breakfast with the Bruins - hodinový záznam posledního zápasu jednoho z týmů vysílaný následující ráno.
- RemDawg Unleashed - půlhodinový sestřih legračních momentů, uvádí Don Orsillo a Jerry Remy.
- The Remy's - udělování cen nejlepším hráčům Red Sox po polovině sezony a po sezoně.
- The Brick's - udělování cen nejlepším hráčům Bruins po polovině sezony a po sezoně.
- Red Sox Classics - uvádí klasické zápasy Red Sox, většinou zápasy, kdy se podařilo někomu, nebo týmu samotnému, zaznamenat rekord.
- Bruins Classics - uvádí staré zápasy Bruins zkrácené na jednu hodinu.
- Red Sox Hot Stove - pořad vysílaný v přestávce mezi sezonami. Uvádí ho Tom Caron a objevují se zde významné hvězdy, jako třeba Gordon Edes, Nick Cafardo, Sean McAdam nebo Jerry Remy.
- Sox Appeal - reality show sledující muže či ženu na třech rande v zápase Red Sox.
- NESN's Cmedy All Stars - půlhodinový pořad, kde komici vyprávějí vtipy, většinu o sportech v Bostonu.
- Pocket Money - půlhodinový pořad, natáčený v ulicích Bostonu, kde se Paul Fitzgerald, který pořad uvádí, ptá kolemjdoucích na otázky o sportech v Bostonu. SportsTime Ohio a SportsNet New York vysílají podobný pořad, nazvaný Beer Money.
- Friday Night Fenway - půlhodinový předzápasový pořad Red Sox, vysílaný každý pátek, když Sox hrají doma. Uvádí ho Tom Caron, Jerry Remy a Don Orsillo.
- Monster Monday - půlhodinový předzápasový pořad Red Sox, vysílaný každé pondělí. Uvádí ho Tom Caron.
- Minor League Baseball - NESN uvádí každou sezonu pár zápasů nižší ligy, konkrétně farmy Red Sox, týmu Pawtucket Red Sox. Mezi zápasy patří dvojzápas Futures at Fenway, kde se PawSox utkávají s Portland SeaDogs. Komentátory jsou Eric Frede a Ken Ryan.
- Little League Baseball - srpnový pořad provázející turnajem New England Regional Little League Tournament.
- NESN dále vysílá ACC vysokoškolský basketball, vysokoškolský fotbal, tenis, sérii Celebrity Spotlight, Dirty Water TV, UFC Wired, Golf Destination a další pořady o rybaření a venkovních sportech.

## Současné osobnosti
- Tom Caron - moderátor studia Red Sox, komentátor Hockey East
- Kathryn Tappen - moderátorka studia Bruins a redaktorka SportsDesku
- Cole Wright - redaktor SportsDesku
- John Chandler - redaktor a reportér SportsDesku
- Jayme Parker - reportér SportsDesku
- Don Orsillo - komentátor Red Sox
- Jerry Remy - spolukomentátor Red Sox
- Dennis Eckersley - analytik ve studiu Red Sox
- Jim Rice- analytik ve studiu Red Sox
- Heidi Watney - reportérka Red Sox a moderátorka The Ultimate Red Sox Show
- Jack Edwards - komentátor Bruins
- Andy Brickley - spolukomentátor Bruins
- Mike Milbury - analytik ve studiu Bruins a moderátor The Instigators
- Gord Kluzak - analytik ve studiu Bruins
- Barry Pederson - analytik ve studiu Bruins
- Naoko Funayama - reportérka Bruins a moderátorka The Buzz
- Charlie Moore - moderátor Charlie Moore Outdoors
- Ramiro Torres - pozápasový host studia Red Sox
- Eric Frede - moderátor, reportér
- Ken Ryan - analytik ve studiu Red Sox
- Nick Stevens - newyorský komik, moderátor Pocket Money, kde hraje jako Paul Fitzgerald
- Ted Johnson - fotbalový redaktor
- Dana Barros - basketballový redaktor
- Peter Gammons - analytik ve studiu a reportér Red Sox, redaktor NESN.com
- Jade McCarthy - reportérka SportsDesku

## NESN HD
NESN HD je kanál vysílaný ve vysokém rozlišení 1080i. Vysílá zápasy Red Sox a Bruins, SportsDesk, The Ultimate Red Sox Show, The Buzz a Rubber Biscuit. Sloganem je "Tradice Red Sox ve vysokém rozlišení."

## NESN Plus
NESN Plus je alternativní kanál NESN, který se spustí, když Red Sox i Bruins hrají ve stejný čas. DirecTV přidala HD verzi v dubnu 2009.